# Marijina prikazovanja
Marijino prikazovanje je poročanje o nadnaravnem pojavu Marije, Jezusove matere, ali niz povezanih takih prikazovanj v določenem časovnem obdobju.
V Katoliški cerkvi mora oseba ali osebe, ki trdijo, da vidijo Marijo ('vidci'), trditi, da jo vidijo vizualno v svojem okolju, da bi bilo prijavljeno prikazovanje razvrščeno kot Marijinoo prikazovanje. Če oseba trdi, da sliši Marijo, vendar je ne vidi, je to znano kot notranja beseda in ne prikazen. Iz kategorije prikazovanj so izključene tudi sanje, vizije, doživete v domišljiji, domnevno zaznavanje Marije v običajno razložljivih naravnih pojavih in čudeži, povezani z Marijinimi umetninami, kot so jokajoči kipi.
Verniki menijo, da so takšna prikazovanja resnični in objektivni posegi božanske moči, ne pa subjektivne izkušnje, ki jih ustvarijo zaznavni posamezniki, tudi v primerih, ko naj bi prikazovanje videli le nekateri, ne vsi ljudje, prisotni na lokaciji dogodka.
Verniki menijo, da so Marijina prikazovanja izraz nenehne Marijine materinske skrbi za cerkev. Razumeti namen vsakega prikazovanja je opozoriti na nekatere vidike krščanskega sporočila glede na potrebe določenega časa in kraja. Prikazovanja pogosto spremljajo drugi domnevno nadnaravni pojavi, kot so medicinske ozdravitve. Vendar se takšni čudežni dogodki ne štejejo za namen Marijinih prikazovanj, temveč naj bi obstajali predvsem zato, da potrdijo sporočilo in pritegnejo pozornost nanj.

## Primeri
Vsako Marijino prikazovanje je pogosto povezano z enim ali več naslovi, ki jih daje Mariji, pogosto glede na lokacijo prikazovanja, kot je Gospa Pontmainska v Pontmainu v Franciji (1871). Drugi so poimenovani z naslovom, ki naj bi si ga Marija med domnevnim prikazovanjem nadela sama, kot v primeru spornega prikazovanja z naslovom Gospa vseh narodov (Nizozemska, 1945, 1959).
Nekatera Marijina prikazovanja imajo samo enega domnevnega vidca, kot na primer Lurška Marija (Francija, 1858). Druga prikazovanja imajo več vidcev; v primeru Gospe iz Fatime (1917) so bili trije vidci samega prikazovanja, toda o čudežnih pojavih je poročala množica približno 70.000 ljudi in celo drugi, ki so bili kilometre stran. V drugih primerih celotna velika skupina ljudi trdi, da vidi Marijo, kot v primeru Naše Gospe iz La Vanga (Vietnam, ok. 1800). Nekatera sodobna množična prikazovanja, za katera se trdi, da jim je bilo priča na stotine tisočev, so bila domnevno tudi fotografirana, kot je Gospa iz Zeitouna (Egipt, 1968–1971).
Večina domnevnih prikazovanj vključuje verbalno sporočanje sporočil, druga pa so tiha, na primer prikazovanje Gospe od Knoka (Irska, 1879).
Nekatera prikazovanja so enkratni dogodki, na primer Gospa iz La Salette (Francija, 1846). Druga se ponavljajo v daljšem časovnem obdobju, kot je Gospa iz Lausa (Francija, 17./18. stoletje), katere videc je trdil, da se je prikazovala 54 let. Zdi se, da so javna, serijska prikazovanja (pri katerih videc ne samo pove, da je doživel videnje, ampak pričakuje, da se bo ponovilo, zaradi česar se ljudje zberejo in opazujejo) razmeroma nov pojav; do približno 17. stoletja se je večina poročanih prikazovanj zgodila, ko je bil posameznik sam, ali vsaj nihče drug ni vedel za njihov pojav.
O fizičnem stiku skoraj nikoli ne poročajo kot del marijanskih prikazovanj. V redkih primerih je domnevno ostal fizični artefakt, kot je podoba Gospe Guadalupske (Mehika, 1531), ki naj bi bila čudežno vtisnjena na plašč Juana Diega.

## Ocena katoliške cerkve
Katoliška cerkev verjame, da je možno, da pride do resnično nadnaravnih Marijinih prikazovanj, vendar verjame tudi, da so mnoga domnevna prikazovanja izmišljena s strani vidca ali pa so posledica česa drugega kot božjega posredovanja. Iz tega razloga ima katoliška cerkev vzpostavljen uradni postopek ocenjevanja prijavljenih prikazovanj.
Leta 1978 je Kongregacija za verski nauk razglasila trenutno uporabljene preiskovalne smernice v dokumentu z naslovom Norme Kongregacije za postopke pri presoji domnevnih prikazovanj in razodetij, bolj znanem kot Normae Congregationis, kar je skrajšanje latinskega naslova. Preiskave domnevnih prikazovanj lahko izvaja krajevni ordinarij (tj. škofijski škof), državna škofovska konferenca ali Sveti sedež. Prikazovanja se ocenjujejo po več merilih, vključno z iskrenostjo in moralno pokončnostjo vidcev, teološko natančnostjo sporočil in pozitivnimi duhovnimi koristmi, ki izhajajo iz dogodka prikazovanja.
Občasno se cerkvena oblast odloči, da ne bo raziskala verodostojnosti prikazovanja samega, ampak bo odobrila verske običaje, ki so se razvili okoli domnevnega prikazovanja, na primer z odobritvijo javnega čaščenja, povezanega s prikazovanjem ali z ugoditvijo prošnji iz sporočila prikazni. Papež Leon XIII. je na primer dovolil uporabo škapulirja, opisanega v sporočilih Naše Gospe iz Pellevoisina (Francija, 1876), ni pa sodil o nadnaravnem značaju samega prikazovanja.
Tudi če katoliški škof odobri prikazovanje, se od katoliških vernikov nikoli ne zahteva vera v prikazovanje. Katoliška vera temelji na tako imenovanem javnem razodetju, ki se je končalo s smrtjo zadnjega živečega apostola. Marijino prikazovanje pa velja za zasebno razodetje, ki lahko poudari neko plat prejetega javnega razodetja za določen namen, nikoli pa ne more dodati ničesar novega k veri.
V katoliški cerkvi je odobritev Marijinega prikazovanja razmeroma redka. Večina raziskanih prikazovanj je zavrnjenih kot lažnih ali kako drugače lažnih. Nedavno zavrnjene trditve o prikazovanjih vključujejo tiste o »Naši Gospe iz Surbitona«, ki so bile leta 2007 obsojene kot goljufive, in tiste, povezane z ministrstvi Svete ljubezni v Elyrii, Ohio, ki so bile obsojene leta 2009. Nekateri, katerih trditve o prikazovanjih so zavrnjene, se posledično odcepijo od katoliške cerkve in ustanovijo nove skupine, kot je v primeru Mariavitske cerkve, Palmarijanske katoliške cerkve in Fraternité Notre-Dame.

## Kulturni vpliv
Marijina prikazovanja, zlasti tista, ki so uradno odobrena, pogosto prizadenejo krščansko pobožnost in širšo javnost. Prikazovanja lahko postanejo del nacionalne identitete, kot je Gospa Guadalupska za večinsko katoliško prebivalstvo Mehike.
Vidci prikazovanj pogosto poročajo o Marijini prošnji za izgradnjo svetišča na kraju prikazanja. Takšna Marijina svetišča pogosto postanejo priljubljena romarska mesta. Najbolj obiskano svetišče na svetu je bazilika Gospe Guadalupske v Ciudad de Mexico, ki vsako leto privabi 10 milijonov romarjev. Druga priljubljena romarska mesta, povezana s prikazovanji, so Svetišče Gospe iz Fátime na Portugalskem (6–8 milijonov na leto) in svetišče Lurške Marije v Franciji (5 milijonov na leto).
Zaradi prikazovanj se pogosto ustanovijo Marijine bratovščine, gibanja in družbe, ki si prizadevajo upoštevati in širiti sporočila določenega prikazovanja, kot je Modra vojska Naše Gospe iz Fátime.
Občasno prikazovanja uvedejo molitve, ki so vključene v razširjeno katoliško prakso, na primer v primeru Fátimskih molitev ali legendarnega razodetja Rožnega venca svetemu Dominiku.

## Literarura
- McClure, Kevin (1983). The Evidence for Visions of the Virgin Mary. Wellingborough: Aquarian Press. ISBN 0-85030-351-6.
- Laurentin, René (1991) [1990]. The Apparitions of the Blessed Virgin Mary Today. Dublin: Veritas Publications. ISBN 1853901199.
- Odell, Catherine M. (1995). Those Who Saw Her: Apparitions of Mary. Huntington: Our Sunday Visitor. ISBN 0-87973-664-X.
- Connell, Janice T. (1996). Meetings with Mary: Visions of The Blessed Mother. United States: Ballantine Books. ISBN 0-345-39705-3.
- Sparrow, G. Scott (2004). Sacred Encounters with Mary. Chicago: Thomas More Association/Ave Maria Press. ISBN 1-59471-047-3.
- Cruz, Joan Carroll (2012). See How She Loves Us: 50 Approved Apparitions of Our Lady. Charlotte NC: TAN Books. ISBN 978-0895557186.
- Maunder, Chris. Our Lady of the Nations: Apparitions of Mary in 20th-century Catholic Europe, Oxford University Press, 2016 ISBN 978-0198718383
- Zimdars-Swartz, Sandra L., Encountering Mary: From La Salette to Medjugorje, Princeton University Press, 2014, ISBN 978-1400861637